# Etapa de Tarumã da Stock Car Brasil de 2009
A Etapa de Tarumã foi a décima primeira corrida da temporada de 2009 da Stock Car Brasil e a terceira da fase de play-offs. O vencendor da prova foi o piloto Luciano Burti. Cacá Bueno, chegou em quarto lugar, conquistanto o título da categoria com uma corrida de antecipação. Posteriormente, com a punição de Daniel Serra, Cacá subiu para o terceiro lugar na corrida.

## Corrida
| Pos | Nº | Piloto            | Equipe               | Voltas | Tempo/Aband. | Grid | Pontos |
| --- | -- | ----------------- | -------------------- | ------ | ------------ | ---- | ------ |
| 1   |    | Luciano Burti     | Boettger             | 38     | 50min39s564  | 6    | 25     |
| 2   |    | Popó Bueno        | Hot Car              | 38     | +2s078       |      | 20     |
| 3   |    | Cacá Bueno        | Red Bull-WA Mattheis | 38     | +3s185       |      | 16     |
| 4   |    | Marcos Gomes      | Action Power         | 38     | +5s424       |      | 14     |
| 5   |    | Allam Khodair     | Full Time            | 38     | +5s645       |      | 12     |
| 6   |    | Alceu Feldmann    | Boettger             | 38     | +5s906       |      | 10     |
| 7   |    | Átila Abreu       | AMG Motorsport       | 38     | +6s814       |      | 9      |
| 8   |    | Lico Kaeselmodel  | AMG Motorsport       | 38     | +7s154       |      | 8      |
| 9   |    | Ricardo Sperafico | RZ Racing            | 38     | +7s938       |      | 7      |
| 10  |    | Max Wilson        | RC Competições       | 38     | +8s130       |      | 6      |
| 11  |    | Nonô Figueiredo   | Officer Pamplona's   | 38     | +8s174       |      | 5      |
| 12  |    | David Muffato     | RC3 Bassani          | 38     | +11s041      |      | 4      |
| 13  |    | Willian Starostik | A. Mattheis          | 38     | +11s531      |      | 3      |
| 14  |    | Daniel Serra      | Red Bull-WA Mattheis | 38     | +20s250¹     |      | 2      |
| 15  |    | Xandinho Negrão   | A. Mattheis          | 38     | +30s271      |      | 1      |
| 16  |    | Pedro Gomes       | Action Power         | 38     | +31s035      |      |        |
| Ret |    | Felipe Maluhy     | Avallone             |        | +5 voltas    |      |        |

- Nota 1:  O piloto Daniel Serra foi punido com o acréscimo de vinte segundos no tempo total de corrida por ter reduzido a velocidade durantre a bandeira verde, prejudicando o piloto Ricardo Mauricio e favorecendo o companheiro de equipe, Cacá Bueno.[2]